# Киза
Киза (фр. Chisa) је насељено место у Француској у региону Корзика, у департману Горња Корзика.
По подацима из 2011. године у општини је живело 99 становника, а густина насељености је износила 3,42 становника/km².

## Демографија
| 1962. | 1968. | 1975. | 1982. | 1990. | 2011. |
| ----- | ----- | ----- | ----- | ----- | ----- |
| 106   | 115   | 78    | 56    | 88    | 99    |